# Чемпіонат світу з біатлону 1978
17-ий чемпіонат світу з біатлону відбувся з 3 по 6 березня 1978 року в Гохфільцені, Австрія. До програми чемпіонату входили три гонки: спринт на 10 км, 20-кілометрова індивідуальна гонка та естафета 4х7,5 км.

## Чоловічі результати

### 20 км індивідуальна гонка
| Медаль | Ім'я         | Країна   | Промахи | Результат | Відставання |
| ------ | ------------ | -------- | ------- | --------- | ----------- |
| 1      | Одд Ліргус   | Норвегія | 1       | 1:05:26,3 | 0,0         |
| 2      | Франк Ульріх | НДР      | 2       | 1:05:35,7 | +9.4        |
| 3      | Ебергард Реш | НДР      | 2       | 1:06:04,2 | +37.9       |

### 10 км спринт
| Медаль | Ім'я         | Країна | Промахи | Результат | Відставання |
| ------ | ------------ | ------ | ------- | --------- | ----------- |
| 1      | Франк Ульріх | НДР    | 0       | 32:17,4   | 0,0         |
| 2      | Ебергард Реш | НДР    | 0       | 32:38,1   | +20,7       |
| 3      | Клаус Зіберт | НДР    | 0       | 33:02,8   | +45.4       |

### Естафета
| Медаль | Країна                                                             | Штрафи | Результат | Відставання |
| ------ | ------------------------------------------------------------------ | ------ | --------- | ----------- |
| 1      | НДР Манфред Беєр Клаус Зіберт Франк Ульріх Ебергард Реш            | 1      | 1:37:47,6 |             |
| 2      | Норвегія Тор Свендсбергет Роар Нільсен Одд Лірхус Сіглейф Йохансен | 1      | 1:40:28,5 |             |
| 3      | ФРН Генріх Мерінгер Ганс Естнер Андреас Швайгер Герард Вінклер     | 1      | 1:40:35,1 |             |

## Таблиця медалей
| Місце | Країна   | 1 | 2 | 3 | Всіх |
| ----- | -------- | - | - | - | ---- |
| 1     | НДР      | 2 | 2 | 2 | 6    |
| 2     | Норвегія | 1 | 1 | 0 | 2    |
| 3     | ФРН      | 0 | 0 | 1 | 1    |